# Động Thác Bờ
Động Thác Bờ là động nằm ở sườn núi Chủa ở vùng đất xóm Bưng xã Ngòi Hoa huyện Tân Lạc tỉnh Hòa Bình, Việt Nam.
Động Thác Bờ thuộc dạng karst trong núi đá vôi. Động được Bộ Văn hóa, Thể thao và Du lịch xếp hạng là di tích danh thắng quốc gia năm 2008.

## Vị trí
Ngày nay Động nằm bên bờ hồ Thủy điện Hòa Bình.
Đường tiếp cận di tích thuận lợi nhất là theo đường thủy dọc lòng hồ. Từ trung tâm thành phố Hòa Bình, đến bến cảng thủy điện khoảng 7 km. Từ đây theo thuyền ngược lòng hồ sông Đà 25 km đến xã Ngòi Hoa. Động nằm sát bờ hồ và đã được sửa sang thuận lợi cho khách du lịch.